# Tau point suscrit
Cette page contient des caractères spéciaux ou non latins. S’ils s’affichent mal (▯, ?, etc.), consultez la page d’aide Unicode.
Tau point suscrit (capitale: Τ̇, minuscule: τ̇) est une lettre additionnelle grecque, utilisée dans l’alphabet turc karamanli. Il s’agit de la lettre tau diacritée d’un point suscrit.

## Représentations informatiques
Le tau point suscrit peut être représente avec les caractères Unicode suivants (grec et copte, diacritiques):
| formes    | représentations | chaînes de caractères | points de code | descriptions                                           |
| --------- | --------------- | --------------------- | -------------- | ------------------------------------------------------ |
| capitale  | Τ̇               | Τ◌̇                    | U+03A4 U+0307  | lettre majuscule grecque tau diacritique point suscrit |
| minuscule | τ̇               | τ◌̇                    | U+03C4 U+0307  | lettre minuscule grecque tau diacritique point suscrit |